# Министерство туризма ЮАР
Министерство туризма ЮАР является одним из министерств правительства Южной Африки. Оно несет ответственность за поощрение и развитие туризма, как из других стран в Южную Африку, так и в самой Южной Африке.
Глава политического ведомства - Министр туризма; по состоянию на январь 2010 это Мартинус ван Шалквик.